# Assedio di Melfi
L'assedio di Melfi, meglio noto come Pasqua di sangue, rappresenta un drammatico episodio avvenuto tra il 22 e il 23 marzo 1528, nel più ampio contesto della Guerra della Lega di Cognac. L'azione, a cui seguì un violento saccheggio, fu condotta dalle truppe francesi e mercenarie del maresciallo Odet de Foix, discese nel Mezzogiorno con l'obiettivo di sottrarre il Regno di Napoli al controllo imperiale di Carlo V d'Asburgo. Malgrado l'estremo tentativo di resa da parte della popolazione civile, gli assedianti, esausti a causa delle lunghe marce, si abbandonarono ad una strage indiscriminata. L'evento è tutt'oggi ricordato come uno dei più sanguinosi delle guerre d'Italia, lasciando un'impronta indelebile nella memoria storica della città.

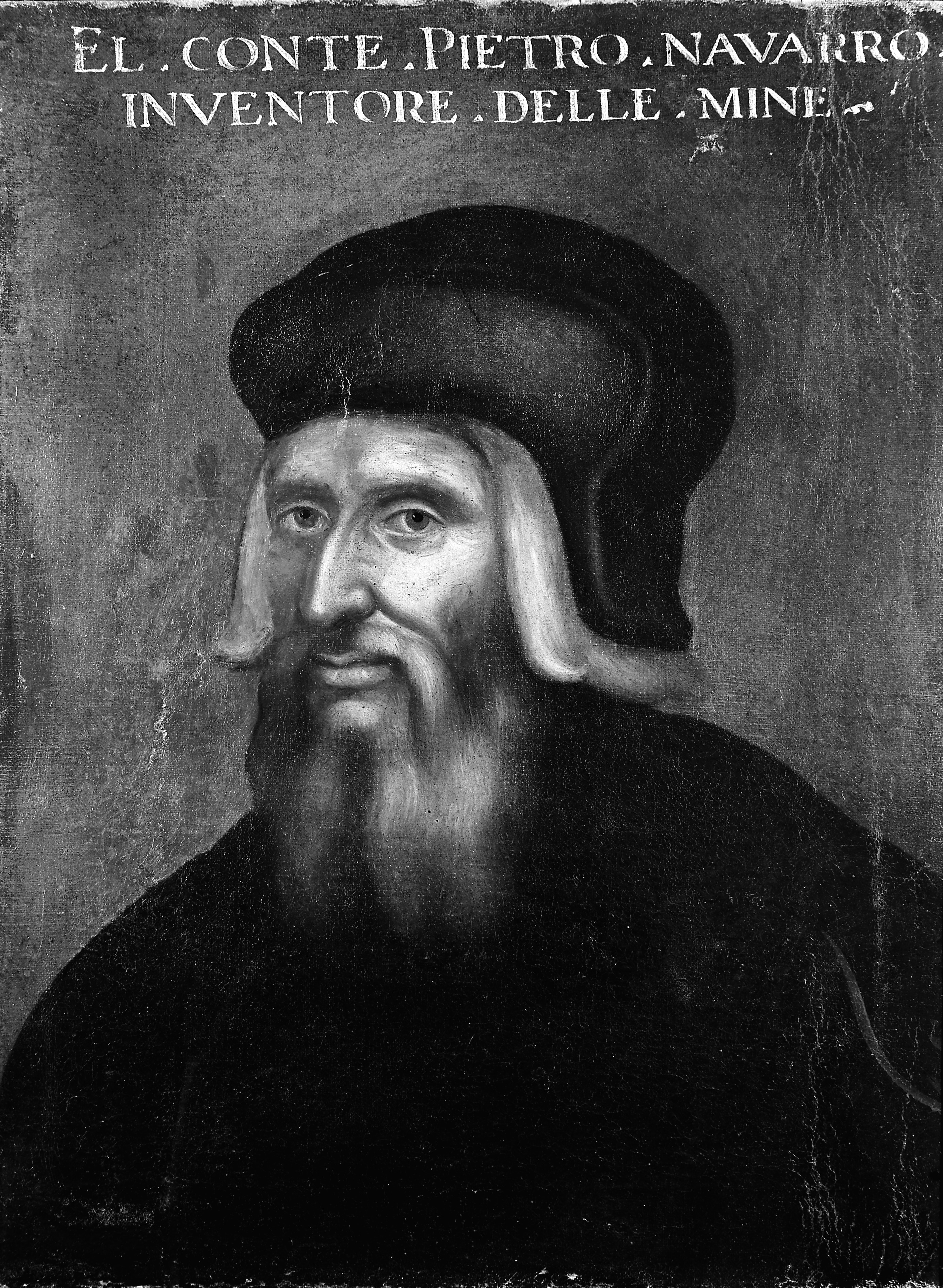
Pietro Navarro, capitano spagnolo al servizio del re di Francia che, con le sue mine esplosive, riuscì a fare breccia nelle mura di Melfi.

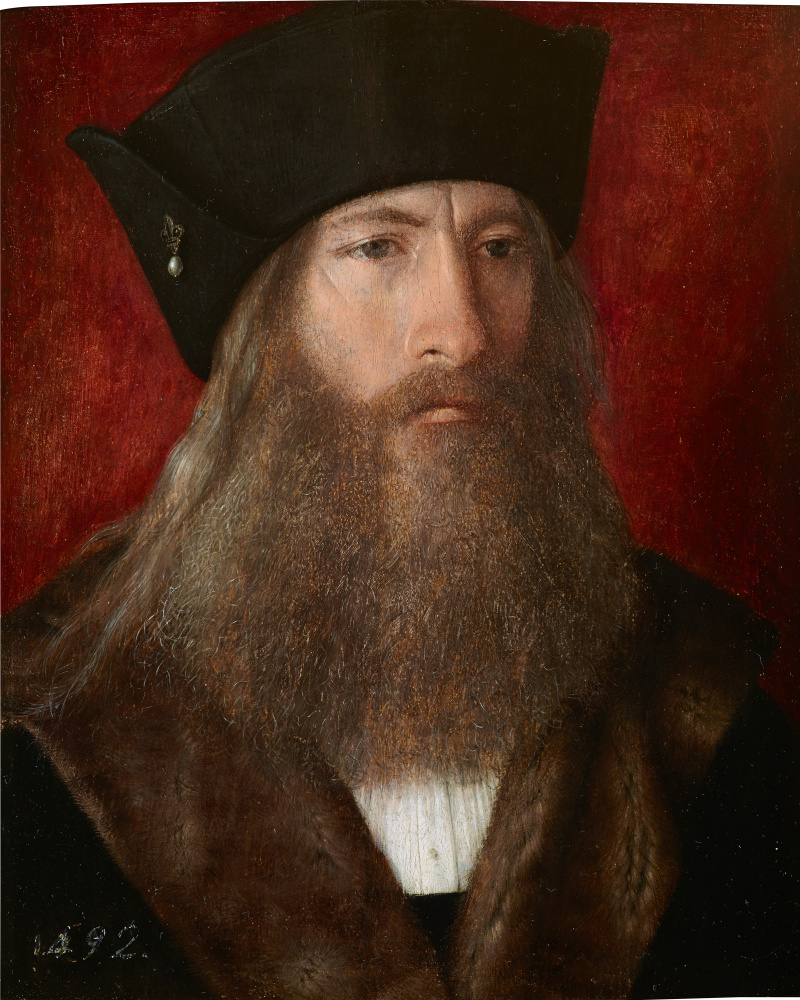
Odet de Foix, maresciallo di Francia e conte di Lautrec, comandante in capo delle truppe che assediarono Melfi.

## Storia

### Contesto
L'assedio si inserisce nell'ampio quadro della 5ª guerra d'Italia, meglio conosciuta come guerra della Lega di Cognac, una coalizione promossa da papa Clemente VII per contrastare l'egemonia di Carlo V in Italia. 
In seguito alla disastrosa sconfitta nella battaglia di Pavia (1525) e alla conseguente prigionia di Francesco I, il regno di Francia si impegnò a riconquistare terreno nella penisola, alleandosi dapprima con la Repubblica di Venezia e, successivamente, con la Repubblica di Firenze e lo Stato Pontificio. Nell'ambito di questa nuova offensiva, l'esercito francese fu inviato nel Mezzogiorno, con l'obiettivo di sottrarre il Regno di Napoli al controllo imperiale. La campagna, affidata al maresciallo Odet de Foix, si rivelò fin da subito particolarmente brutale: carestie, epidemie e disordini tra le truppe mercenarie crearono le condizioni ideali per episodi di estrema violenza. Il clima di vendetta ed instabilità seguito al Sacco di Roma (1527) aveva, inoltre, alimentato l'asprezza del conflitto, rendendo la guerra nel Sud Italia un teatro di sanguinosi abusi anche contro la popolazione civile.
Forte dell'appoggio navale veneziano, il maresciallo puntò dapprima alla conquista delle Puglie e degli Abruzzi, al cui centro si trovava la ricca Dogana delle Pecore di Foggia, antica istituzione amministrativa e fiscale incaricata di controllare e tassare i cospicui redditi della transumanza sull’asse adriatico. Conseguentemente, nei pressi di Lucera, le sue truppe vennero a contatto con un forte contingente imperiale, guidato da Filiberto di Chalon, che tuttavia rinunciò allo scontro, favorendo invece un ripiegamento strategico verso Napoli.
Il punto nevralgico dell'azione si spostò, dunque, su Melfi, crocevia per i traffici commerciali del Mezziogiorno orientale con la Campania e la stessa Napoli, nonché importante piazzaforte militare, ora rafforzata da una guarnigione spagnola forte di circa 1.500 uomini al comando del principe Giovanni Caracciolo. Su consiglio di Pietro Navarro, condottiero spagnolo da tempo al servizio della re di Francia, Odet de Foix decise di non lasciarsela alle spalle.

### L'assedio
Il 22 marzo 1528 le truppe francesi, forti anche dell'ausilio di Orazio Baglioni e delle sue Bande Nere, aggregatesi nel frattempo alle schiere del maresciallo, si presentarono ai piedi delle mura di Melfi. Falliti tutti i tentativi di trattare diplomaticamente la resa con il governatore Giovanni Caracciolo, le artiglierie aprirono il fuoco e, servendosi delle bombarde ma soprattutto delle mine, di cui era un grande esperto il capitano Pietro Navarro, fecero breccia nei pressi della porta Venosina. Guasconi, fiorentini e le famigerate Bande Nere tentarono, dunque, un primo assalto, arrampicandosi sulle macerie. Ma i difensori, riusciti a riorganizzarsi, li respinsero, causando loro la perdita di cinque capitani d'insegna e ottanta militi.
La reazione francese fu violenta. L'esercito risalì in massa dall'accampamento posto nei pressi di Leonessa sull'Ofanto e, la mattina seguente, supportato dall'incessante fuoco dei cannoni, tentò un secondo assalto. Inutile fu il disperato tentativo di arrendersi della popolazione civile, che espose bandiera bianca al grido "Viva Franza!". Questa volta, le bande nere riuscirono a sopraffare i difensori e a penetrare all'interno delle mura, riversandosi in quella che diventò poi "via Ronca Battista", facendo strage di quanti incontravano fino alla principale piazza della città, "Piazza della Corte". Una parte della popolazione tentò invano di salvarsi disperdendosi per le campagne, ma la maggior parte fu trucidata nella propria casa o lungo i vicoli. Il numero delle vittime quel giorno fu di almeno tremila morti.

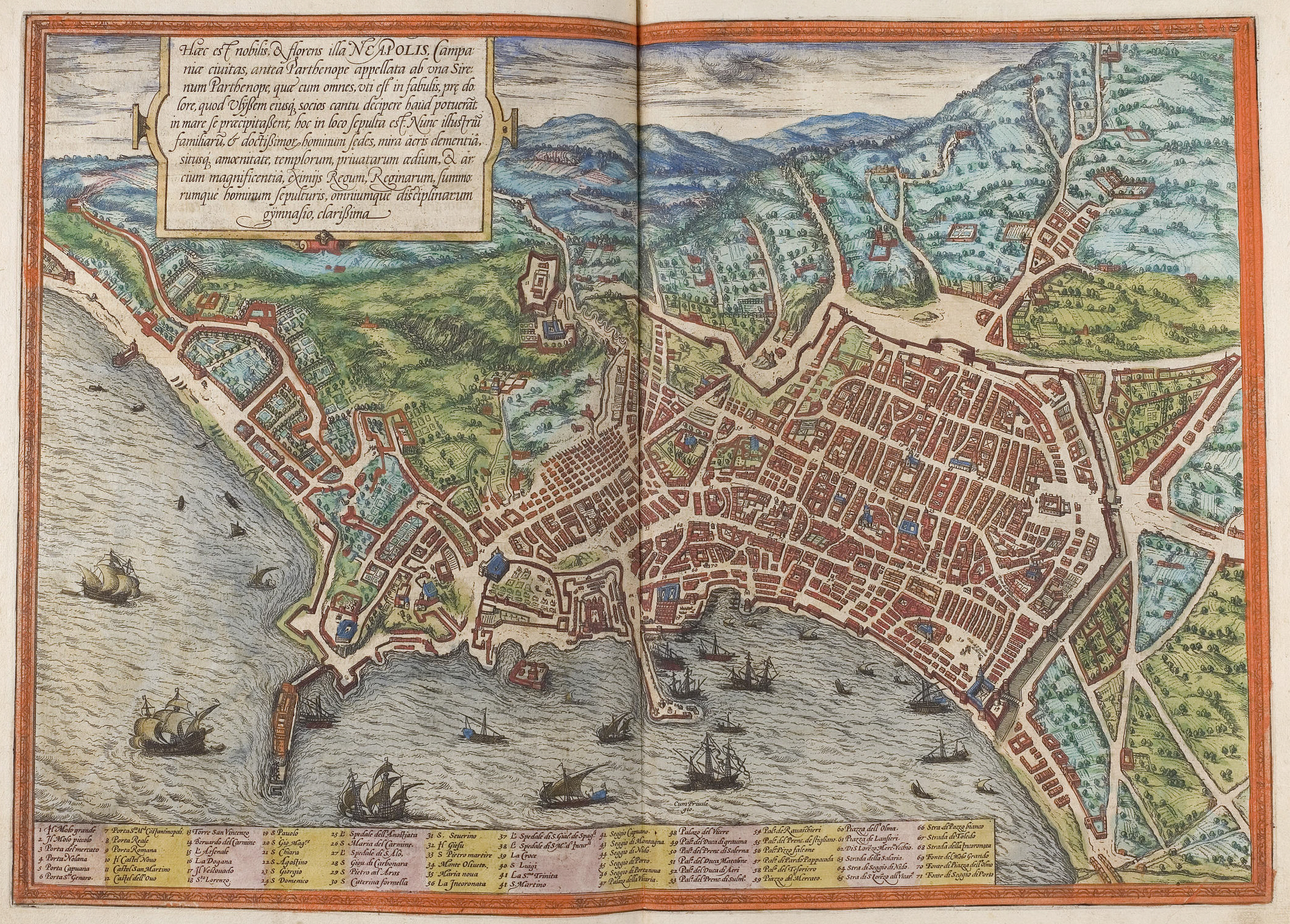
Napoli, il cui tentativo di assedio causerà la morte dei tre protagonisti della vicenda melfitana: Odet de Foix, Pietro Navarro e Orazio Baglioni.

L'avanzata francese continuò, dunque, verso il castello, nel quale Giovanni Caracciolo si era asserragliato in un tentativo di difesa estremo. Ma ogni speranza era ormai vana. Dopo un breve scontro, il principe si arrese ai francesi e fu fatto prigioniero, mentre i pochi difensori superstiti furono passati per le armi.

## Conseguenze
Espugnata Melfi, Odet de Foix puntò immediatamente verso la capitale, Napoli, cingendola d'assedio. Ma questa volta fu lui a trovare la sconfitta. Il suo esercito venne, infatti, decimato da una violenta pestilenza, che finì per uccidere anche lui.
Anche Pietro Navarro trovò la fine durante l'assedio di Napoli. Quando le truppe francesi intrapresero una disastrosa ritirata, fu fatto prigioniero dai suoi connazionali, richiuso a Castel dell'Ovo e impiccato poco dopo.
Ugualmente inghiottito dalla disfatta fu il terzo protagonista dell'assedio di Melfi, Orazio Baglioni, che cadde in un'imboscata tesagli da un drappello di Lanzichenecchi nei pressi del fiume Sebeto e ucciso a colpi di picca.
Malgrado ciò, l'evento ebbe gravissime conseguenze sull'economia della città. Ciò indusse Carlo V ad emanare provvedimenti speciali per favorirne la ricrescita e il ripopolamento. In particolare, fu dichiarata "fedelissima" con editto imperiale ed esentata per dodici anni dal pagamento delle tasse.

## L'assedio nella cultura popolare

### La leggenda di Ronca Battista
Fu in questo periodo che nacque la leggenda di un giovane boscaiolo melfitano, Giovanni Battista Cerone (detto Ronca Battista), che si distinse eroicamente durante lo scontro. La leggenda vuole che Ronca Battista, mentre si trovava nei boschi del Vulture, incontrò una vecchia donna che raccoglieva legna secca per darla ad un fornaio in cambio di pane. Battista la aiutò, donandole il suo mantello per proteggerla dal freddo e un pezzo di pane per sfamarsi. La donna, toccata dal suo gesto, gli diede un bacio sulla fronte e conferì un tocco magico alla sua roncola.

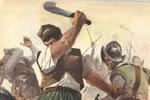
Ronca Battista, il leggendario boscaiolo melfitano che, con la sua roncola, si dice abbia difeso strenuamente la città, oppondendosi da solo e fino alla morte all'avanzata delle truppe francesi.

Si narra poi che Ronca Battista, durante l'assedio, attese in una strada stretta del centro cittadino l'arrivo degli invasori e con la propria roncola "benedetta" affrontò da solo i soldati francesi introdottisi in città per saccheggiare e trucidare la popolazione. Anche se in nettissima maggioranza, gli assalitori ebbero difficoltà contro il boscaiolo melfitano che, nonostante le ferite sempre più gravi, resistette con incredibile tenacia, riuscendo da solo ad uccidere molti soldati francesi. Malgrado ciò, Battista finì soverchiato dal numero dei nemici e perì.
Melfi, a imperitura memoria del coraggio e dell'amor patrio di Giovanni Battista Cerone, gli dedicò una delle strade principali del centro storico, denominata "Via Ronca Battista".

### Celebrazione delloSpirito Santoa Melfi
La celebrazione della Pentecoste, localmente denominata "Festa dello Spirito Santo", è occasione per rievocare la tragedia avvenuta quei giorni. Alla processione religiosa si affianca, infatti, una grande rievocazione, con un corteo in costumi dell'epoca e con la rappresentazione degli eventi cruciali di quei tristi giorni (assalto alle mura, espugnazione del castello ecc.)